# Diacrochordon rehmii
Diacrochordon rehmii — вид грибів, що належить до монотипового роду  Diacrochordon.